# Adam Ciołkosz
Adam Witold Maria Ciołkosz, ps. Kremerowski (ur. 5 stycznia 1901 w Krakowie, zm. 1 października 1978 w Londynie) – polski instruktor harcerski, porucznik piechoty Wojska Polskiego, publicysta, jeden z przywódców Polskiej Partii Socjalistycznej w kraju i na emigracji, poseł na Sejm II i III kadencji w II RP, członek Komitetu dla Spraw Kraju od 28 stycznia 1941 roku.
Mąż Lidii Ciołkosz, brat konstruktora lotniczego Zbysława Ciołkosza.

## Życiorys
Adam Ciołkosz urodził się w Krakowie w rodzinie o tradycjach demokratycznych i niepodległościowych. Jego ojciec Kacper był aktywnym społecznikiem i działaczem politycznym, matka Maria z Idzikowskich była córką powstańca styczniowego. W 1903 rodzina Ciołkoszów przeniosła się do Tarnowa. Tu Adam ukończył gimnazjum, a następnie studiował na Wydziale Prawa i Administracji Uniwersytetu Jagiellońskiego. W latach gimnazjalnych, w 1911 wstąpił do I Drużyny Skautowej im. Zawiszy Czarnego, później sam założył I Drużynę Harcerską w Zakopanem, prowadzoną następnie przez Andrzeja Małkowskiego. Podczas I wojny światowej przebywał wraz z rodzicami i młodszym bratem Zbysławem w Wiedniu, gdzie też przyczynił się do zorganizowania Drużyny Harcerskiej im. Jana Sobieskiego. W latach 1917–1918 sprawował obowiązki komendanta „Dzielnicy Tarnowskiej” przyczyniając się do rozwoju miejscowego ruchu skautowego. Od stycznia 1918 wspólnie z harcerzami Jerzym Braunem i Janem Ozimkiem redagował w Tarnowie pismo szkolne „Młodzież Sobie”. We wrześniu 1918 utworzył ze starszych harcerzy Pogotowie Narodowe, które wspólnie z POW rozbroiło posterunki austriackie w Tarnowie w nocy z 30 na 31 października 1918. Kilka dni później, 13 listopada 1918 z grupą 26 harcerzy wyruszył do Lwowa, gdzie wziął udział w walkach o miasto. Rok później, po złożeniu matury mianowany został podporucznikiem. Podczas wojny polsko-bolszewickiej zorganizował cztery kompanie karabinów maszynowych w 205 pułku piechoty, wziął udział w walkach o Grodno, Wilno i w obronie Warszawy. W bitwie nad Niemnem dowodząc półbatalionem został ranny.
Następnie w 1921 walczył w III powstaniu śląskim (dowodząc pociągiem pancernym) m.in. w bitwie o górę św. Anny. Za zasługi w powstaniu otrzymał Śląską Wstęgę Waleczności i Zasługi.

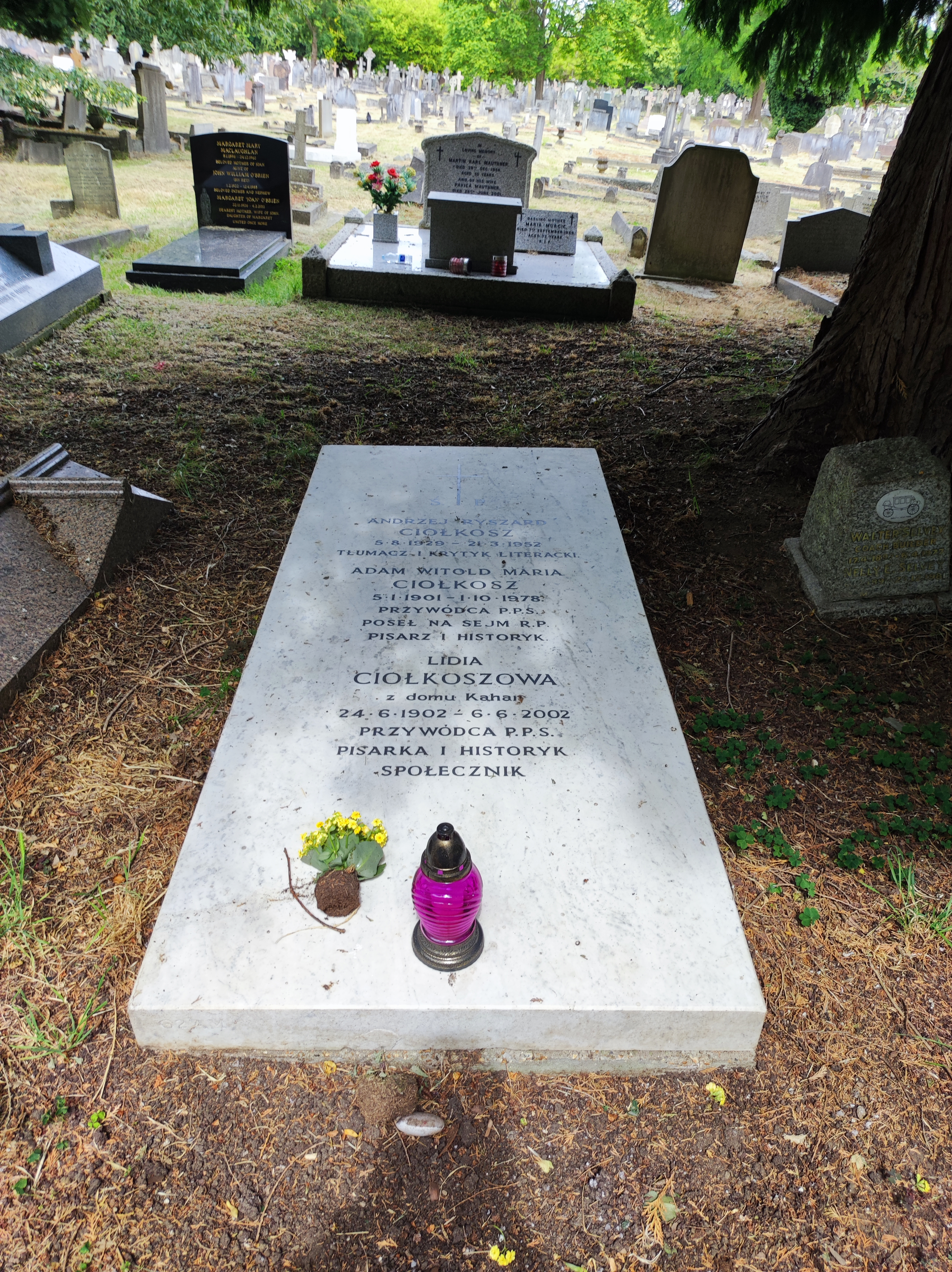
Grób Adama Ciołkosza na Putney Vale Cemetery

W okresie poprzedzającym plebiscyt na Warmii i Mazurach popularyzował i organizował ruch harcerski na tych ziemiach. Był komendantem Naczelnej Komendy Organizacji Harcerskiej na Warmię i Mazury. Uczestniczył również w akcji plebiscytowej na Warmii i Mazurach, gdzie przejściowo został aresztowany w Kwidzynie.
Po zakończeniu działań wojennych ukończył naukę na Uniwersytecie Jagiellońskim oraz Szkołę Nauk Politycznych w Krakowie.
W 1924 był oficerem rezerwy 3 pułku piechoty Legionów w Jarosławiu. Dziesięć lat później w stopniu porucznika ze starszeństwem z dniem 1 czerwca 1919 zajmował 778 lokatę na liście starszeństwa oficerów pospolitego ruszenia piechoty, pozostawał na ewidencji Powiatowej Komendy Uzupełnień Tarnów z przydziałem mobilizacyjnym do Oficerskiej Kadry Okręgowej Nr V.

### Ruch socjalistyczny

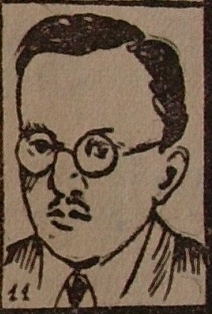
Adam Ciołkosz – rysunek opublikowany w gazecie „Rozwój”, przy okazji trwającego procesu brzeskiego (4 listopada 1931)

Od czasów studenckich Adam Ciołkosz związany był z ruchem socjalistycznym. W 1921 wstąpił do Polskiej Partii Socjalistycznej i został przewodniczącym Sekcji Akademickiej PPS. W tym samym czasie był jednocześnie działaczem Związku Niezależnej Młodzieży Socjalistycznej (m.in. członkiem jej Komitetu Wykonawczego, przedstawicielem w Międzynarodowym Biurze Młodzieży i redaktorem pisma ZNMS „Głos Niezależny”). Jesienią 1921 zapoczątkował w Krakowie Wolne Harcerstwo jako ruch odnowy oficjalnego harcerstwa. Redagował pisma „Płomienie” oraz „Listy do Starszych Harcerzy”. Opuścił organizację w związku z dywersją Komunistycznego Związku Młodzieży Polskiej, chcącą przekształcić ruch harcerski w komunizujące struktury polityczne.
Od 1924 Ciołkosz został redaktorem socjalistycznego dziennika „Naprzód”. Był też sekretarzem Zarządu Głównego Towarzystwa Uniwersytetu Ludowego im. Adama Mickiewicza w Krakowie.
W wieku 27 lat został wybrany z listy PPS-u posłem w wyborach parlamentarnych w 1928. W Sejmie wybrano go sekretarzem Związku Parlamentarnego Polskich Socjalistów. W następnych wyborach parlamentarnych w 1930 zdobył mandat z unieważnionej później listy Centrolewu. 18 czerwca 1930 dokonano na niego napadu przez „nieznanych sprawców”. W nocy z 9 na 10 września 1930 został aresztowany za antysanacyjną działalność i osadzony w twierdzy w Brześciu. Informacja o aresztowaniu Ciołkosza spowodowała w Tarnowie rozruchy tłumione przez policję. Zwolniony za kaucją  24 grudnia 1930. Pomimo aresztowania został wybrany posłem do Sejmu. Lista Centrolewu w Tarnowie uzyskała rekordowy wynik 65 tys. głosów.
Oskarżony o zbrojne przygotowywanie zamachu został skazany w procesie brzeskim w 1932 na trzy lata więzienia i dziesięć lat pozbawienia praw obywatelskich. Po uprawomocnieniu się wyroku w 1933 karę odbywał w więzieniach w Tarnowie, Krakowie i Wiśniczu. Zwolniony jesienią 1934.
Od 1930 przewodniczył Okręgowemu Komitetowi Robotniczemu PPS w Tarnowie, zaś od kwietnia 1936 do 1939 kierował Okręgowym Komitetem Robotniczym PPS Ziemi Krakowskiej. Od stycznia 1936 przewodniczący krakowskiego Zarządu Oddziału Towarzystwa Uniwersytetu Robotniczego (był również członkiem Zarządu Głównego TUR), oraz Robotniczego Towarzystwa Przyjaciół Dzieci w Krakowie. W Tarnowie kierował również Radą Klasowych Związków Zawodowych.
W 1938 w wyborach samorządowych władze unieważniły kandydaturę Ciołkosza na radnego w Krakowie, uzyskał mandat radnego w Tarnowie, który również został unieważniony.
28 marca 1938 sąd okręgowy w Tarnowie skazał Adama Ciołkosza na karę 8 miesięcy pozbawienia wolności bez zawieszenia w sprawie dotyczącej obrazy prezydenta Rzeczypospolitej na zgromadzeniu publicznym i rozpowszechnianie fałszywych wiadomości mogących wywołać niepokój publiczny.
Od 1931 do 1939 członek Rady Naczelnej i Centralnego Komitetu Wykonawczego PPS.

### Okupacja niemiecka i czasy powojenne
Zaraz po wybuchu II wojny światowej Adam Ciołkosz uniknął aresztowania przez gestapo, udając się pieszo z żoną Lidią i synem do Lwowa. Stamtąd przez Rumunię przedostał się na Zachód. W lutym 1940 dotarł do Paryża, a następnie do Londynu. Na Wyspach działał politycznie: wybrany został sekretarzem Komitetu Zagranicznego PPS w Paryżu, a następnie w Londynie. W komitecie posiadał pełnomocnictwa do reprezentowania podziemnej PPS-WRN. Od 4 marca 1940 do lipca 1941 był członkiem Rady Narodowej RP, organu doradczo konsultacyjnego Rządu RP na uchodźstwie.
W wyniku sprzeciwu wobec układu Sikorski-Majski, przejściowo wystąpił z Komitetu Zagranicznego PPS. Po tragicznej śmierci gen. Władysława Sikorskiego, Prezydent proponował mu formowanie gabinetu, którą to propozycję odrzucił.
Po zakończeniu wojny pozostał w Londynie, kierując organizacją PPS na emigracji w Wielkiej Brytanii.
Od 1948 do 1955 członek Centralnego Komitetu Zagranicznego PPS. Od 1957 do 1960 przewodniczący Rady Centralnej PPS. Wskutek sporów ideowych na tle strategii i taktyki z Zygmuntem Zarembą został usunięty z PPS.
Utworzył wówczas Centralny Komitet Odbudowy PPS, stanowiący odłam PPS na emigracji. Kierował Centralnym Komitetem PPS od maja 1964 do października 1977. Gdy z powodów zdrowotnych wycofał się z bieżącej działalności, VII Zjazd PPS nadał mu tytuł Dożywotniego Honorowego Przewodniczącego Partii.
W 1951 uczestniczył w zjeździe założycielskim Międzynarodówki Socjalistycznej w 1951 we Frankfurcie nad Menem, gdzie był jednym z współautorów dokumentu programowego: Cele i zadania socjalizmu demokratycznego.
Od 1949 członek Wydziału Wykonawczego Rady Politycznej grupującej demokratyczne organizacje na emigracji. Po osiągniętej przez gen.Kazimierza Sosnkowskiego częściowej integracji obozu niepodległościowego w 1954 wszedł do Egzekutywy Zjednoczenia Narodowego będącego alternatywnym rządem emigracyjnym jako wiceprzewodniczący, zaś od 1956 do 1959 przewodniczący. Ponownie został przewodniczącym od 1963 do 1966. Występował ostro przeciwko układowi jałtańskiemu, opowiedział się za wolnymi wyborami w Polsce, pomocą gospodarczą dla kraju i odbudową kontaktów gospodarczo-kulturalnych z Zachodem. W 1966 zainicjował i doprowadził do Światowego Zjazdu Polski Walczącej. Przez wiele lat pełnił funkcję przewodniczącego londyńskiej delegacji Zgromadzenia Ujarzmionych Narodów Europy. Członek Polskiego Towarzystwa Naukowego na Obczyźnie (od 1966). Przez cały czas działalności społecznej uprawiał pisarstwo historyczne i publicystykę społeczno-polityczną. Zmarł w Londynie 1 października 1978. Został pochowany na Putney Vale Cemetery w Londynie (blok M, grób 62A).
Za działalność publicystyczną otrzymał nagrody: „Kultury” (Paryż 1967), Stowarzyszenia Polskich Kombatantów (Londyn 1972), Fundacji im. A. Jurzykowskiego (Nowy Jork 1973), Związku Pisarzy Polskich na Obczyźnie (Londyn 1978).
Podpisał list pisarzy polskich na Obczyźnie, solidaryzujących się z sygnatariuszami protestu przeciwko zmianom w Konstytucji Polskiej Rzeczypospolitej Ludowej (List 59). W PRL informacje na temat Adama Ciołkosza podlegały cenzurze. Jego nazwisko znajdowało się na specjalnej liście osób z całkowitym zakazem publikacji Zalecenia cenzorskie dotyczące jego osoby zanotował Tomasz Strzyżewski, który w swojej książce o peerelowskiej cenzurze opublikował notkę informacyjną nr 9 z 1975 roku Głównego Urzędu Kontroli Prasy, Publikacji i Widowisk. Wytyczne dla cenzorów zawierały na liście autorów zakazanych jego nazwisko głosząc: "(...) w stosunku do niżej wymienionych pisarzy, naukowców i publicystów przebywających na emigracji (w większości współpracowników wrogich wydawnictw i środków propagandy antypolskiej) należy przyjąć zasadę bezwarunkowego eliminowania ich nazwisk oraz wzmianek o ich twórczości, poza krytycznymi, z prasy, radia i TV oraz publikacji nieperiodycznych o nienaukowym charakterze (literatura piękna, publicystyka, eseistyka)".

## Adam Ciołkosz jako patron
Do 1989 nie istniały żadne miejsca w Polsce upamiętniające Adama Ciołkosza. Obecnie jego imię noszą ulice w Krakowie (Swoszowice – Jugowice (Kraków)) oraz Warszawie (Nowodwory). W Tarnowie istnieje ulica Kacpra i Adama Ciołkoszów.
Imię Lidii i Adama Ciołkoszów nosi Dom Dziecka nr 9 w Warszawie przy ul. Korotyńskiego oraz Ośrodek Kształcenia Ustawicznego Towarzystwa Uniwersytetu Robotniczego w Krakowie.

## Najważniejsze publikacje
- Trzy wspomnienia. Londyn: Komitet Zagraniczny Polskiej Partii Socjalistycznej, 1945. Brak numerów stron w książce
- Róża Luksemburg a rewolucja rosyjska. Paryż: Instytut Literacki, 1961. Brak numerów stron w książce
- Od Marksa do Chruszczowa. Londyn: „Dokumenty chwili”, 1962. Brak numerów stron w książce
- Karol Marks a Powstanie styczniowe. Londyn: 1963. Brak numerów stron w książce
- Opór zbrojny w getcie warszawskim. Londyn: 1963. Brak numerów stron w książce
- Koniec monolitu. Londyn: Democratic Press and Liberty Publ., 1964. Brak numerów stron w książce
- Granice odwagi myślenia. Marksizm w interpretacji Adama Schaffa. Londyn: Democratic Press and Liberty Publ., 1966. Brak numerów stron w książce
- Zarys dziejów socjalizmu polskiego. T. 1. Londyn: Gryf Publ, 1966. Brak numerów stron w książce (wraz z żoną Lidią Ciołkosz)
- Zarys dziejów socjalizmu polskiego. T. 2. Londyn: Gryf Publ, 1972. Brak numerów stron w książce (wraz z żoną Lidią Ciołkosz)
- Ludzie PPS. Londyn: Centralny Komitet Polskiej Partii Socjalistycznej, 1967. Brak numerów stron w książce
- Socjalizm na zachodzie Europy. Czternaście dróg do socjalizmu. Londyn: Polska Fundacja Kulturalna, 1968. Brak numerów stron w książce
- Moskalofilskie pojmowanie dziejów. Londyn: Democratic Press and Liberty Publications, 1969. Brak numerów stron w książce
- Polska wciąż na wulkanie. Londyn: Democratic Press and Liberty Publ., 1971. Brak numerów stron w książce
- Sprawa najważniejsza. Londyn: Polish National Fund, 1974. Brak numerów stron w książce
- Wanda Wasilewska. Dwa szkice biograficzne. Londyn: PULS, 1977. Brak numerów stron w książce
- Niepodległość i Socjalizm 1835-1945. Audycje radiowe. Londyn: PULS, 1982. Brak numerów stron w książce (wraz z żoną Lidią Ciołkosz)
- Walka o prawdę. Wybór artykułów 1940-1978. Londyn: PULS, 1983. Brak numerów stron w książce

Przekłady:
- Róża Luksemburg: Rewolucja rosyjska. W: Adam Ciołkosz: Róża Luksemburg a rewolucja rosyjska. Paryż: Instytut Literacki, 1961. Brak numerów stron w książce
- Milovan Dżilas: Rozmowy ze Stalinem. Paryż: Instytut Literacki, 1962. Brak numerów stron w książce
- Aleksander Weissberg-Cybulski: Wielka czystka. Paryż: Instytut Literacki, 1967. Brak numerów stron w książce